# Kinley Dorji
Kinley Dorji (30 agosto 1986) è un calciatore bhutanese, centrocampista dello Ugyen Academy.

## Carriera

### Club
Gioca dal 2004 al 2005 al Thimphu City. Nel 2006 passa al Transport United. Nel 2009 si trasferisce al Druk Star. Nel 2012 viene acquistato dallo Yeedzin. Nel 2014 passa allo Ugyen Academy.

### Nazionale
Debutta in nazionale nel 2005. Mette a segno la sua prima rete con la maglia della nazionale l'11 giugno 2008, in India-Bhutan. Ha collezionato in totale, con la maglia della nazionale, 10 presenze e una rete.